# Psophocarpus grandiflorus
Psophocarpus grandiflorus là một loài thực vật có hoa trong họ Đậu. Loài này được R.Wilczek miêu tả khoa học đầu tiên.
Psophocarpus grandiflorus là loài cây leo lâu năm phát triển từ gốc ghép xơ

## Phạm vi
Psophocarpus grandiflorus sinh sống tại vùng Nhiệt đới Châu Phi, Ethiopia, Uganda và phía đông Cộng hòa Dân chủ Congo.

## Môi trường sống
Psophocarpus grandiflorus sinh sống ở những vùng cao đầy bụi rậm, rừng và các đồng cỏ, bờ của các đầm lầy và ở thung lũng tách giãn với những con suối nhỏ.  Psophocarpus grandiflorus sinh sống ở độ cao từ 1,600 - 2,300 mét